# Stazione di Ponte Tresa (Italia)
La stazione di Ponte Tresa era una stazione ferroviaria comune alle ferrovie Ghirla-Ponte Tresa e Ponte Tresa-Luino, chiuse rispettivamente nel 1948 ed il 1953, a servizio del comune di Lavena Ponte Tresa.

## Storia

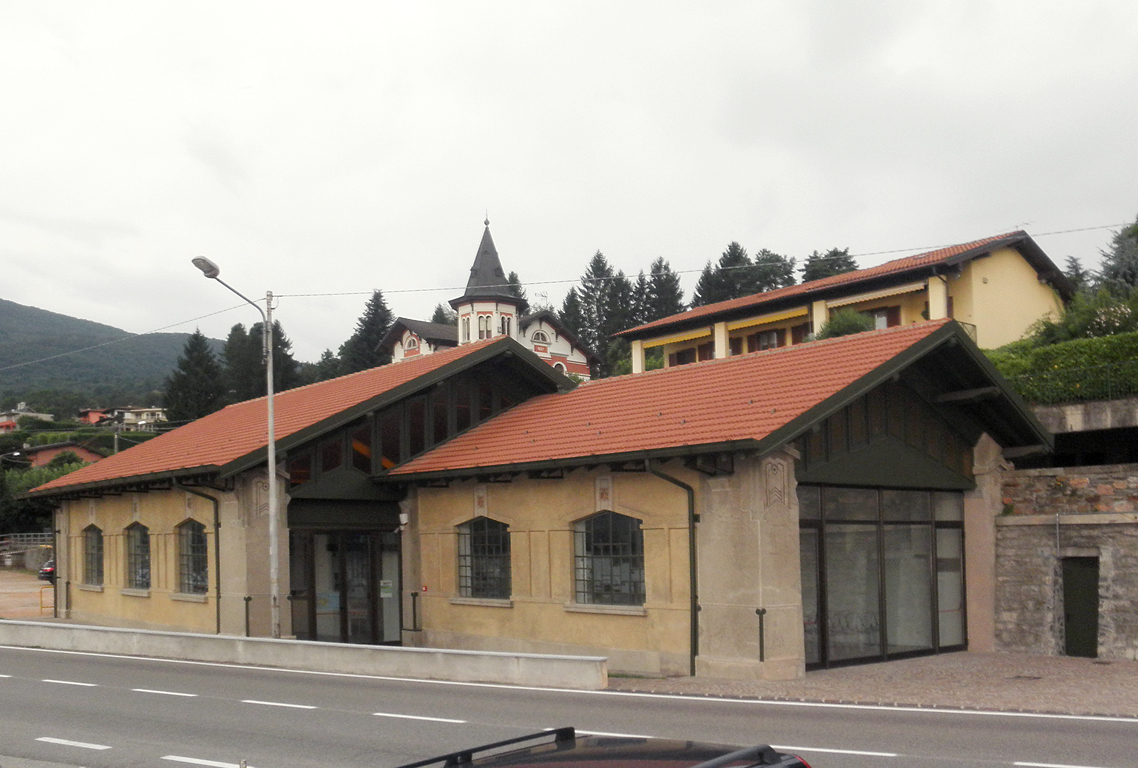
La rimessa di Ponte Tresa

La stazione fu attivata il 26 febbraio 1885 in concomitanza con l'inaugurazione della Ferrovia Ponte Tresa-Luino, concessa alla Società di Navigazione e Ferrovie pel Lago di Lugano (SNF)..
Con regio decreto n. 1467 del 29 dicembre 1912 alla SVIE fu concessa la costruzione e l'esercizio di una seconda infrastruttura, la ferrovia Ghirla-Ponte Tresa, che fra Marchirolo e Ponte Tresa fu aperta il 15 luglio 1915.
Con l'acquisizione, avvenuta nel 1918 da parte della SVIE della Ponte Tresa-Luino, previo cambio di scartamento ed elettrificazione di quest'ultima le due linee vennero interconnesse.
Nel 1940 la SVIE cedette l'intera rete ferro-tranviaria alla Società Varesina Imprese Trasporti (SVIT), controllata della Società Elettrica Bresciana, azienda del gruppo Edison.
Dopo i danni bellici della seconda guerra mondiale la Ponte Tresa-Luino non fu più riattivata. La Ghirla-Ponte Tresa invece fu esercita fino al 25 agosto 1953, quando fu sostituita da un autoservizio.

## Strutture e impianti
La stazione era inizialmente armata con binari a scartamento ridotto dall'insolito valore di 850 mm, in seguito riconvertiti allo standard SVIE di 1.100 mm. Oltre al fabbricato viaggiatori, l'impianto disponeva di una rimessa locomotive; entrambi gli edifici sono sopravvissuti.